# Proechimys semispinosus
Proechimys semispinosus é uma espécie de roedor da família Echimyidae.
Pode ser encontrada em Honduras, Nicarágua, Costa Rica, Panamá, Colômbia e Equador. É possível que também ocorra no noroeste do Peru.